# 潮汕专区
潮汕专区，中华人民共和国广东省已撤消的专区，在今广东省东南部。
1949年置，专员公署驻潮安县（治今潮州市）。辖潮安、澄海、饶平、南澳、潮阳、揭阳、普宁、惠来8县。1952年，撤销潮汕专区，所辖8县划归粤东行政区。